# Бендзайтен
Бензайтен (яп. 弁才天 або 弁財天), також Бентен (弁天) або Бензай-тенньо (弁財天女, буквально: «богиня неба красномовства»), японське буддистське божество-захисник, якому також поклоняються в синтоїзмі та яке є одним із семи богів удачі (Шічі Фукудзін). Це божество жіночого роду. Вона бере свій початок від індійської річкової богині Сарасваті, якій поклоняються як в буддизмі, так і в індуїзмі. Богиня має подвійний символізм: земний і небесний.

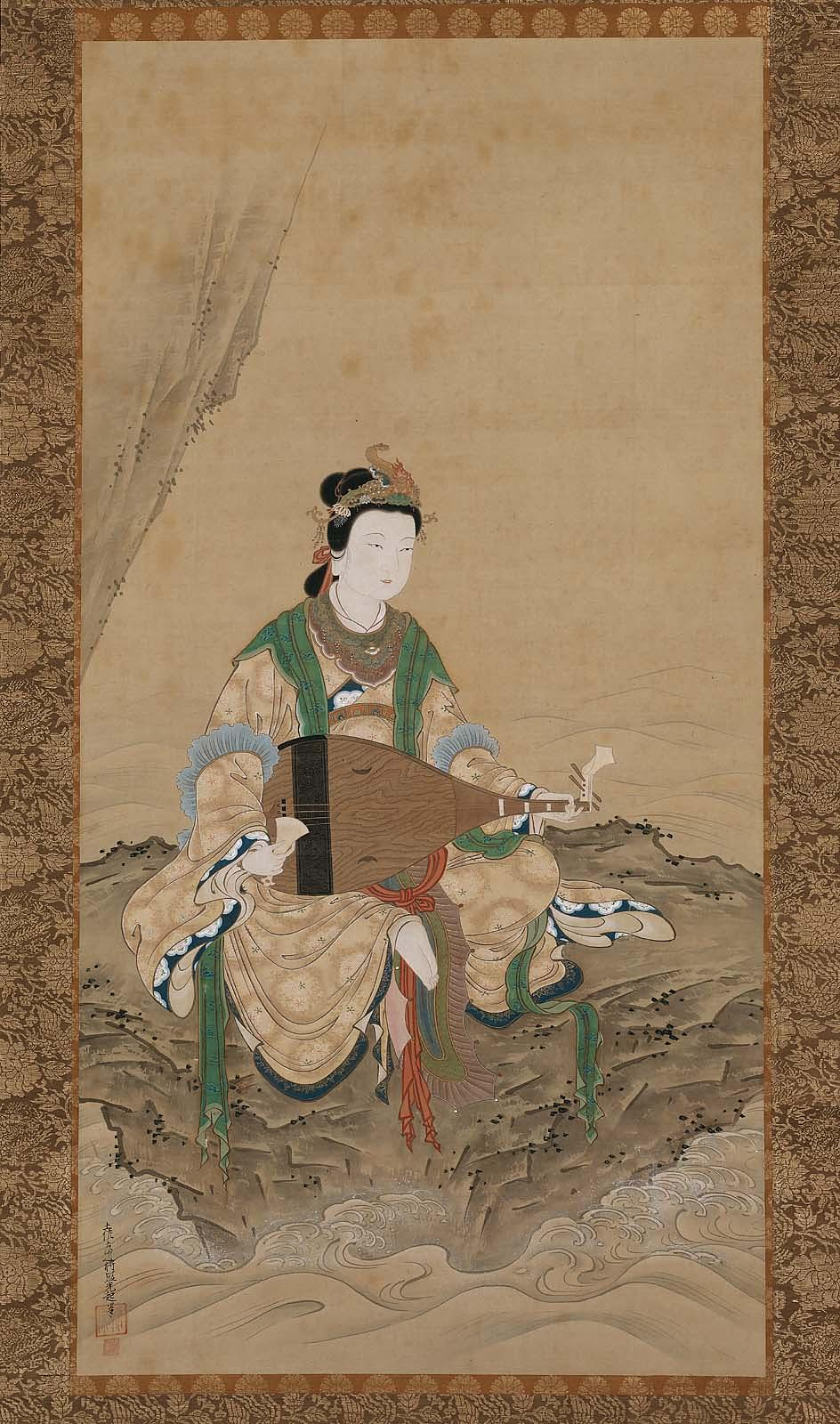

|                                              | Богиня Бентен уособлює собою ідеал жінки, сім'ї, гармонії і моря. Вона одягнена в священну єпитрахиль і мантію блакитного кольору. На волоссі її лежить діадема в якій блищить образ Фоо — Фенікса крайнього Сходу. Я бачив її в храмі японського кварталу Йокогами, названого її ім'ям. Голова її була прикрашена царською короною з ореолом всіх барв веселки. У правій руці вона тримала ключ, а в лівій перлину — її звичайні атрибути. Ця казкова богиня наділяється таким числом рук, яке заманеться дати їй скульптору або живописцю. В деяких буддійських храмах Бентан представлена з вісьмома руками, в яких вона тримає різне приладдя своєї влади. Над її головою і по обидва боки сяють, три полум'я, над трьома перлами — емблемами містичної трійці. В такому вигляді богиня представляє генія-покровителя земних благ, щедру дарувальницю рясної ранкової і вечірньої роси і царицю всього, що прикрашає і підтримує людське життя. Бентан винахідниця лютні. В прекрасні літні вечори, божественний спів супроводжується мелодійними акордами, виходить з базальтових скель, біля підніжжя яких з тихим грюкотом розбиваються хвилі. Ця чарівна гармонія — нічний гімн богині. Після якого вона сама запалює на горизонті першу вечірню зірку, що слугує маяком для бідних рибаків. |
| — «Живописна Японія» Єме Гюмбер. [сторінка?] | |

## Атрибути
Як і Сарасваті, Бензайтен також асоціюється з красномовством, музикою, мистецтвом і мудрістю. Вона також вважається захисницею гейш, танцюристів і музикантів, а іноді також допомагає їм розбагатіти. Перш за все, вона пов'язана зі стихією води. Тому більшість їхніх святинь знаходяться на невеликих островах, у ставках або на морі. Через стихію води вона підтримує тісний зв'язок із драконами та зміями, обома міфологічними водними тваринами. На деяких малюнках можна побачити маленьку змію на її голові або вона їде верхи на драконі.

## Зображення
На ранніх японських зображеннях її зазвичай зображують у китайських обладунках, з вісьмома руками, різною зброєю та предметами в стилі буддійського божества-захисника. Однак, оскільки вона була зарахована до семи богів удачі (з XVI—XVII століття), її зовнішність стала «олюдненою». Зазвичай вона постає як мила, анатомічно правильна молода жінка з японською лютнею біва в руці.

## Легенди

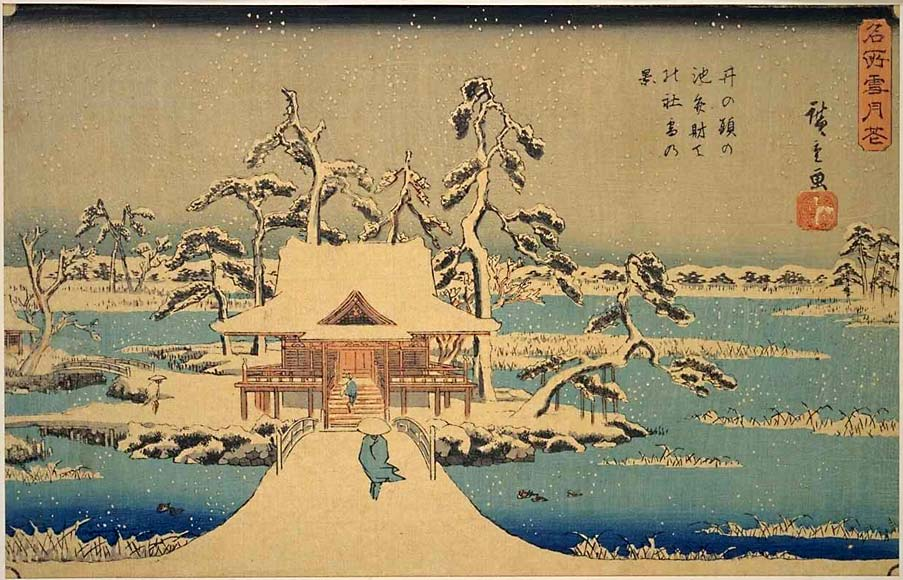

Одна з найвідоміших саг Бензайтен описує, як вона приборкала дракона, який колись пожер багато дітей, ставши його дружиною. На знак подяки на Еносімі поблизу Токіо було побудовано святилище Еносіма, одне з найвідоміших святинь богині. В інших святилищах Бентен богиня також описується як дуже ревнива. Тому чоловікам і жінкам не варто відвідувати ці святині разом.